# Hypsolebias radiosus
Hypsolebias radiosus, es una especie de pez actinopeterigio de agua dulce, de la familia de los rivulines.

## Distribución y hábitat
Se distribuye por ríos de América del Sur, en la cuenca fluvial del río Tocantins en el centro de Brasil.
Son peces de agua dulce tropical, de comportamiento bentopelágico.